# Weckerath
Weckerath est un hameau de la commune belge de Bullange située en Communauté germanophone de Belgique dans la province de Liège en Région wallonne.
Avant la fusion des communes de 1977, Weckerath faisait partie de la commune de Manderfeld.

## Situation et description
Weckerath est un hameau ardennais s'étirant le long d'une crête dominant au nord-ouest la vallée de l'Our et au sud celle du Tannebach. Il avoisine le petit village de Krewinkel situé à 2 km à l'est tandis que la frontière allemande se trouve à environ 500 m des premières maisons du hameau.
Bullange est situé à environ 14 km au nord-ouest et Manderfeld à 2 km aussi au nord-ouest.
L'habitat, assez dispersé, comprend principalement des fermettes souvent blanchies. En 2014, Weckerath comptait 76 habitants pour 33 habitations.
L'altitude du hameau culmine à 556 m.
On ne recense aucun édifice religieux dans le hameau.

## Tourisme
La localité possède un petit hôtel.